# Pomoc dla bezrobotnych (II RP)
Pomoc dla bezrobotnych (II RP) – ustawowa regulacja prawna z 1919 r. mająca na celu udzielenie tymczasowego wsparcia każdemu robotnikowi, bez różnicy płci i wieku, utrzymującemu się jedynie z pracy najemnej w przemyśle, handlu i komunikacji, jeżeli pozostawał bez pracy nie na skutek choroby, inwalidztwa, służby wojskowej, trwania strajku lub innych okoliczności. Warunkiem otrzymania wsparcia było, aby nie posiadał własnego majątku lub innych stałych lub niestałych dochodów, pozwalających mu utrzymać siebie i rodzinę.
Kierownictwo akcji pomocy dla bezrobotnych należała do Ministerstwa Pracy i Opieki Społecznej.

## Warunki otrzymania zasiłku
Każdy bezrobotny, ubiegający się o zasiłek państwowy, zobowiązany był zarejestrować się w państwowym lub innym przez Ministerstwo Pracy i Opieki Społecznej za równorzędny uznanym urzędzie pośrednictwa pracy oraz poddać się wszystkim zarządzeniom, wydanym przez Ministerstwo Pracy i Opieki Społecznej oraz Powiatową Komisję pomocy dla bezrobotnych.

## Wysokość zasiłku
Wysokość zasiłku wynosiła dziennie w miejscowościach do 50 000 mieszkańców:
- dla robotnika lub robotnicy 4 marki,
- dla żony o ile osobno nie zarobkuje 2 marki,
- na każde dziecko niezaopatrzone 1 marka.

Łącznie nie więcej niż 10 marek dziennie.
W miejscowościach ponad 50 000 mieszkańców i w centrach przemysłowych bez względu na liczbę mieszkańców:
- dla robotnika lub robotnicy 5 marek,
- dla żony o ile ta osobno nie zarobkowała 3 marki,
- na każde dziecko niezaopatrzone 1 marka,

Razem nie więcej 12 marek dziennie.

## Czas trwania zasiłku
Czas trwania zasiłku rozpoczynał się w 14 dni po zarejestrowaniu się bezrobotnego w przepisanym urzędzie pośrednictwa pracy i wynosił w ciągu jednego roku, licząc od dnia otrzymania pierwszego zasiłku, najwyżej 13 tygodni.
Rząd miał prawo w wyjątkowych przypadkach dla pewnych miejscowości lub dla poszczególnych osób i rodzin przedłużyć prawo pobierania zapomóg na czas do jednego miesiąca ponad termin powyżej określony.
Wszystkie zasiłki, wypłacone na podstawie rozporządzenia ministerialnego przed wejściem w życie ustawy, nie zostały wliczone do określonego w tym artykule okresu 13 tygodniowego.

## Utrata prawa do zasiłku
Robotnik tracił prawo do pobierania zasiłku w następujących przypadkach:
- jeżeli zasiłek przez 13 tygodni wyczerpał się;
- jeżeli porzucił pracą dobrowolnie z powodów, których Powiatowa Komisja pomocy dla bezrobotnych, po zasięgnięciu opinii odnośnego związku zawodowego – nie uznała za wystarczające;
- jeżeli otrzymał pracę co najmniej na przeciąg dwóch tygodni;
- jeżeli udowodniono, że w urzędzie pośrednictwa pracy lub powiatowej komisji dla bezrobotnych podał nieprawdziwe dane co do warunków, uprawniających do pobierania zasiłków;
- jeżeli nie stosował się do postanowień i przepisów wydanych przez Ministerstwo Pracy i Opieki Społecznej, odnośny Urząd pośrednictwa pracy lub Powiatową Komisję pomocy dla bezrobotnych;
- jeżeli nie przyjmował pracy, zaofiarowany mu przez Urząd pośrednictwa pracy w przedsiębiorstwach nie objętych strajkiem lub bojkotem, na warunkach przez odnośne związki zawodowe uznanych lub w danej miejscowości ogólnie przyjętych.

## Powiatowa komisja pomocy dla bezrobotnych
Powiatowa komisja pomocy dla bezrobotnych składały się:
- z delegata mianowanego przez Ministerstwo Pracy i Opieki Społecznej,
- delegatów mianowanych po jednym przez Ministerstwo Robót Publicznych i Ministerstwo Przemysłu i Handlu,
- dwóch przedstawicieli samorządu, wybranych po jednym na wezwanie delegata Ministerstwa Pracy i Opieki Społecznej przez Radę miejską i Sejmik powiatowy w siedzibie Powiatowej Komisji pomocy dla bezrobotnych,
- przedstawicieli robotników i rzemieślników w liczbie, wynoszącej połowę członków całej Komisji.

Przedstawiciele robotników i rzemieślników wyznaczeni zostali przez miejscowe związki zawodowe i stowarzyszenia robotnicze oraz cechy na wezwanie delegata Ministerstwa Pracy i Opieki Społecznej stosownie do liczby ich członków.
Przewodniczącym Powiatowej Komisji był delegat Ministerstwa Pracy i Opieki Społecznej.